# Marçac (Cruesa)
Marçac (en francès Marsac) és un municipi francès situat al departament de la Cruesa i a la regió de la Nova Aquitània. Forma part del Camí de Sant Jaume. Està integrada a la Communauté de communes de Bénévent-Grand-Bourg.

## Demografia
| 1962                                       | 1968 | 1975 | 1982 | 1990 | 1999 | 2007 |
| ------------------------------------------ | ---- | ---- | ---- | ---- | ---- | ---- |
| 868                                        | 854  | 857  | 766  | 781  | 726  | 721  |
| Des de 1962: població sense dobles comptes |      |      |      |      |      |      |

## Administració
| Període | Identitat                | Partit |
| ------- | ------------------------ | ------ |
| 2001-   | Marie-Jeanne de Basquiat |        |